# МБА (баскетбольный клуб)
МБА-МАИ — российский мужской профессиональный баскетбольный клуб из Москвы. Выступает в Единой лиге ВТБ.

## История
Московская баскетбольная ассоциация «Профессиональный баскетбольный клуб «МБА» учреждена Федерацией баскетбола Москвы 17 мая 2013 года. ПБК МБА стал правопреемником баскетбольного клуба Молодежная баскетбольная ассоциация (МБА), который впервые выступил в сезоне 2011/2012.
В сезоне 2013/2014 МБА стартовала в Высшей лиге. Состав команды был собран с прицелом на выход в Суперлигу. Именно такая задача была поставлена перед командой. Весь сезон ПБК МБА шёл к выполнению поставленной задачи. По итогам регулярного сезона команда заняла 1 место в своём дивизионе.
Сезон 2014/2015 для команды получился сложный. По ходу сезона сменился главный тренер. Состав команды был одним из самых молодых в лиге. Всего по ходу регулярного сезона удалось одержать 4 победы. Среди обыгранных оказались будущие обладатели серебряных медалей «Спартак-Приморье» и бронзовые медалисты – московское «Динамо». Итогом регулярного чемпионата стало 15 место. В плей-офф за 9-16 места сказалось большое количество травм основных игроков. К играм были привлечены молодые игроки Павел Афанасьев, из команды Высшей лиги, и Андрей Сопин из ДЮБЛ. По ходу плей-офф в Химках была одержана первая в Суперлиге гостевая победа, а в Алматы МБА один из матчей сыграл вничью. Эти локальные успехи не помогли и ПБК МБА по итогам сезона расположился на 16 месте.
В Кубке России команда в 1/8 финала по сумме двух матчей уступила «Иркуту».
Первым испытанием в сезоне 2015/2016 стало участие в Кубке России. Удачным его назвать сложно, но команда находилась только в стадии становления. В итоге, выиграв у «Динамо-ЦБК» и проиграв «Рязани» и «Тамбову», МБА заняла 3 место в группе и завершила своё выступление в этом турнире.
Старт сезона в Суперлиге-1, тоже сложился не лучшим образом. Команда боролась с каждым соперником, но вот добиться положительного результата не удавалось. В итоге первой победы пришлось ждать до декабря, когда во многом сенсационно удалось одолеть «Самару», да ещё на площадке соперника. И это положительно сказалось на команде. В следующем матче в Химках МБА упустила победу в дополнительной пятиминутке, но затем впервые в истории команде удалось одержать две победы подряд в рамках Суперлиги. Были обыграны «Темп-СУМЗ-УГМК» и «Урал». До последнего была надежда, что МБА сможет зацепиться за место в плей-офф, но сказались очковые потери на старте сезона. В турнире за 9-12 места были одержаны 3 уверенные победы над командами «Купол-Родники», «Химки-Подмосковье» и «Уралом», что позволило гарантировать себе 9 место по итогам сезона.
По окончании сезона 2015/2016 состав МБА покинули Валерий Ершков, Кирилл Писклов, Егор Шахметов, Егор Панов и Виктор Павленко, который отправился в армию. Им на смену приходят Сергей Торопов, Денис Орленко и Владислав Старателев. Также присоединяются молодые игроки, выступавшие в ДЮБЛ Никита Вавилов и Алекс-Сергей Котов. По ходу сезона 2016/2017 к МБА присоединяются Александр Гаврилов и Станислав Крайнов, а покидает клуб Владислав Старателев.
В Кубке России МБА успешно преодолевает стадию 1/16 финала. Матч против ЦСКА-2 завершился победой 91:86. В 1/8 финала матч против «Новосибирска» вновь заканчивается с разницей в 5 очков, но на этот раз не в пользу МБА.
В Суперлиге-1 свою первую победу баскетболисты МБА одерживают в третьем матче, когда в очередной раз в истории обыгрывают «Темп-СУМЗ-УГМК». Однако развить успех не получилось. После череды неудач, ситуация в таблице оставляла желать лучшего. В конце декабря – начале января МБА удалось одержать 4 победы подряд. Началась эта удачная серия в Южно-Сахалинске, где игроки МБА праздновали победу над «Сахалином» 77:75. Потом последовали 3 домашние победы над «Химками-Подмосковье», «Иркутом» и «Новосибирском». Эта серия позволила вернуться в гонку за место в плей-офф. Но следующие 5 поражений подряд сильно снизили шансы МБА войти в восьмёрку сильнейших. В заключительном матче регулярного чемпионата москвичи обыграли будущего чемпиона Суперлиги «Университет-Югра» 99:93, но по итогам двухкругового турнира остановилась на 10 месте.

## Результаты выступлений
| Сезон     | Единая лига ВТБ | Суперкубок Единой лиги ВТБ | Чемпионат России | Суперлига Суперлига-1 дивизион | Высшая Лига | Кубок России |
| --------- | --------------- | -------------------------- | ---------------- | ------------------------------ | ----------- | ------------ |
| 2013/2014 | —               | —                          | —                | —                              | 2 место     | Второй раунд |
| 2014/2015 | —               | —                          | 16 место         | —                              | 1/8 финала  |              |
| 2015/2016 | —               | —                          | —                | 9 место                        | —           | Второй раунд |
| 2016/2017 | —               | —                          | —                | 6 место                        | —           | 1/8 финала   |
| 2017/2018 | —               | —                          | —                | 1/4 финала                     | —           | 1/8 финала   |
| 2018/2019 | —               | —                          | —                | 12 место                       | —           | 1/8 финала   |
| 2019/2020 | —               | —                          | —                | 8 место                        | —           | —            |
| 2020/2021 | —               | —                          | —                | 1/4 финала                     | —           | 1/4 финала   |
| 2021/2022 | —               | —                          | —                | 9 место                        | —           | 1/4 финала   |
| 2022/2023 | 1/4 финала      | —                          | 6 место          | —                              | —           | 3 место      |
| 2023/2024 | 10 место        | 8 место                    | —                | —                              | —           | 4 место      |
| 2024/2025 | 9 место         | —                          | 9 место          | —                              | —           | 3 место      |

## Достижения
Кубок РФБ
- Серебряный призёр: 2017

Высшая Лига
- Серебряный призёр: 2013/2014

Кубок России
- Бронзовый призёр (2): 2022/2023, 2024/2025

## Главные тренеры
- 2013—2015 —  Валерий Сизов[1]
- 2015—2022 —  Александр Афанасьев[2]
- 2022—н. в. —  Василий Карасёв[3]

## Капитаны команды
- 2022—н. в. —  Евгений Воронов[4]

## Текущий состав
| \| Поз. \| № \| Гражд. \| Имя \| Дата рождения (возраст) \| Рост \| Вес \| Звание \| \| ---- \| -- \| ------ \| ------------------- \| ------------------------- \| ------ \| ------ \| ------ \| \| ЛФ \| 6 \| \| Паша Исмаилов \| 23 февраля 2003 (22 года) \| 198 см \| 90 кг \| \| \| ЛФ \| 11 \| \| Максим Барашков \| 10 июля 1998 (27 лет) \| 201 см \| 93 кг \| \| \| ТФ \| 16 \| \| Владислав Трушкин \| 5 мая 1993 (32 года) \| 201 см \| 103 кг \| \| \| АЗ \| 18 \| \| Евгений Воронов (К) \| 7 мая 1986 (39 лет) \| 190 см \| 84 кг \| \| \| ТФ \| 20 \| \| Андрей Зубков \| 29 июня 1991 (34 года) \| 205 см \| 100 кг \| \| \| З \| 22 \| \| Глеб Шейко \| 19 ноября 1996 (28 лет) \| 196 см \| 87 кг \| \| \| РЗ \| 23 \| \| Максим Личутин \| 14 июня 2000 (25 лет) \| 190 см \| 82 кг \| \| \| Ц \| 77 \| \| Максим Савченко \| 9 февраля 2004 (21 год) \| 208 см \| 95 кг \| \| \| Ц \| 84 \| \| Максим Огарков \| 18 января 2006 (19 лет) \| 208 см \| 82 кг \| \| \| Ф \| 95 \| \| Данил Певнев \| 4 сентября 2000 (24 года) \| 209 см \| 96 кг \| \| \| РЗ \| \| \| Вячеслав Зайцев \| 28 августа 1989 (35 лет) \| 190 см \| 87 кг \| \| \| Ц \| \| \| Сергей Балашов \| 20 июля 1996 (28 лет) \| 206 см \| 105 кг \| \| \| ТФ \| \| \| Александр Гудумак \| 3 июля 1993 (32 года) \| 203 см \| 111 кг \| \| \| АЗ \| \| \| Александр Платунов \| 6 июля 1997 (28 лет) \| 192 см \| 92 кг \| \| \| АЗ \| \| \| Артём Комолов \| 1 июня 1993 (32 года) \| 194 см \| 91 кг \| \| | Главный тренер - Василий Карасёв Ассистенты тренера - Михаил Карпенко - Евгений Сорокин Легенда - (К) — Капитан команды Последнее изменение: 18 июля 2025 года |             |                     |                           |        |        |        |
| Поз. | № | Гражд.      | Имя                 | Дата рождения (возраст)   | Рост   | Вес    | Звание |
| ЛФ | 6 | Флаг России | Паша Исмаилов       | 23 февраля 2003 (22 года) | 198 см | 90 кг  |        |
| ЛФ | 11 | Флаг России | Максим Барашков     | 10 июля 1998 (27 лет)     | 201 см | 93 кг  |        |
| ТФ | 16 | Флаг России | Владислав Трушкин   | 5 мая 1993 (32 года)      | 201 см | 103 кг |        |
| АЗ | 18 | Флаг России | Евгений Воронов (К) | 7 мая 1986 (39 лет)       | 190 см | 84 кг  |        |
| ТФ | 20 | Флаг России | Андрей Зубков       | 29 июня 1991 (34 года)    | 205 см | 100 кг |        |
| З | 22 | Флаг России | Глеб Шейко          | 19 ноября 1996 (28 лет)   | 196 см | 87 кг  |        |
| РЗ | 23 | Флаг России | Максим Личутин      | 14 июня 2000 (25 лет)     | 190 см | 82 кг  |        |
| Ц | 77 | Флаг России | Максим Савченко     | 9 февраля 2004 (21 год)   | 208 см | 95 кг  |        |
| Ц | 84 | Флаг России | Максим Огарков      | 18 января 2006 (19 лет)   | 208 см | 82 кг  |        |
| Ф | 95 | Флаг России | Данил Певнев        | 4 сентября 2000 (24 года) | 209 см | 96 кг  |        |
| РЗ | | Флаг России | Вячеслав Зайцев     | 28 августа 1989 (35 лет)  | 190 см | 87 кг  |        |
| Ц | | Флаг России | Сергей Балашов      | 20 июля 1996 (28 лет)     | 206 см | 105 кг |        |
| ТФ | | Флаг России | Александр Гудумак   | 3 июля 1993 (32 года)     | 203 см | 111 кг |        |
| АЗ | | Флаг России | Александр Платунов  | 6 июля 1997 (28 лет)      | 192 см | 92 кг  |        |
| АЗ | | Флаг России | Артём Комолов       | 1 июня 1993 (32 года)     | 194 см | 91 кг  |        |